# Neusticurus tatei
Neusticurus tatei là một loài thằn lằn trong họ Gymnophthalmidae. Loài này được Burt & Burt mô tả khoa học đầu tiên năm 1931.